# Helwan (metrostation)
Helwan (Arabisch: حلوان) is een metrostation in de Egyptische hoofdstad Caïro dat op 26 september 1987 onderdeel van het CaIrose metronet werd. Het station bedient de gelijknamige voorstad aan de oevers de Nijl, tegenover de ruïnes van Memphis. Helwan is een buitenwijk van Caïro en maakt deel uit van Groot-Caïro. De naam Helwan is afgeleid van de oude naam van het gebied Ein Anne. Volgens een andere lezing werd de naam van de stad en het station door Marwan Helwan genoemd, als eerbetoon aan de stad Helwan in Irak.

## Geschiedenis
Helwan werd gesticht in 689 en was van ondergeschikte betekenis totdat de Duitser Wilhelm Reil-Bey, de lijfarts van Ismail Pasja, onderkoning van Egypte en Soedan, de hete zwavelbronnen ontdekte. Hij overtuigde de onderkoning om thermale baden in Helwan te bouwen hetgeen in 1871 en 1872 zijn beslag kreeg.  Om de onderkoning in staat te stellen om naar de baden te reizen begonnen de Egyptische spoorwegen met de aanleg van een ongeveer 25 km lange spoorlijn tussen Caïro en Helwan die in 1877 geopend werd.  Door de opening van de spoorlijn en het station in Helwan werd de stad steeds populairder onder de Egyptische elite en buitenlandse bezoekers die de thermale baden bezochten, wat leidde tot de bouw van nieuwe thermale baden en hotels. Tot de Egyptische Revolutie van 1952 was Helwan een toeristische bestemming. 
Na de val van de monarchie en het uitroepen van de republiek koos het nieuwe regime, onder leiding van Nasser,  Helwan als het nieuwe industriële centrum van Egypte. De komst van de industrie was voor de Egyptische nationale spoorwegen aanleiding om Siemens de opdracht te geven om de lijn te elektrificeren. Tegelijkertijd werd het station van Helwan gerenoveerd. Deze werkzaamheden werden in 1956 voltooid en het reizigersvervoer werd voortaan uitgevoerd met elektrische treinen die werden gevoed uit een bovenleiding met 1500 V=. 

## Metro
De voeding met bovenleiding werd overgenomen bij het ontwerp van de eerste metrolijn van Caïro in de jaren zeventig van de 20e eeuw. Franse technici die door de Egyptische regering waren ingehuurd, pleitten voor de ombouw van de spoorlijn tot metro en een verlenging van de lijn tot het centraal station via een tunnel onder het centrum van Caïro. Nadat Frankrijk in 1982 een lening van 650 miljoen dollar had verstrekt werd begonnen met de ombouw van de spoorlijn Cairo-Helwan tot metro. De renovatie en uitbreiding van station Heluan maakte ook deel uit van het project en zou in 1985 gereed zijn. Het station Helwan en het eerste deel van lijn 1 van de metro van Caïro werden op 27 september 1987 geopend.
In 2010 publiceerde de Japan International Cooperation Agency (JICA) een onderzoek naar de aanleg van een vierde lijn in de metro van Caïro. Bij de voorbereiding van het project werd een reizigerstelling op de bestaande lijnen gehouden. Hieruit bleek dat de reizigersstroom in Helwan dagelijks gemiddeld 90.562 reizigers omvatte, waarmee het een van de drukste stations van lijn 1 bleek te zijn. 

## Omgeving
Helwan werd gekozen voor een onderzoek,  waarbij gebruik werd gemaakt van de techniek van kunstmatige neurale netwerken, naar het verminderen van geluidshinder, opstoppingen en luchtvervuiling die worden veroorzaakt door een opeenhoping van mensen, de straathandel rond het station en een tekort aan parkeerplaatsen. Hiertoe werd het aantal reizigers tijdens de spitsuren, hun leeftijden en hun herkomst en bestemming verzameld.